# Nusantara Jaya
Nusantara Jaya is een bestuurslaag in het regentschap Indragiri Hilir van de provincie Riau, Indonesië. Nusantara Jaya telt 5844 inwoners (volkstelling 2010).